# قالب‌ساز
قالب ساز یک کارگر ماهر تجاری است که قالب‌هایی برای استفاده در ساخت ابزار فلزی و صنابع تولیدی به کار گرفته می‌شود می‌گویند. قالب سازها معمولاً در کارخانه‌های ذوب فلز و غیره به کار می‌پردازند. جایی که قالب‌ها برای تولید قالب‌های از جنس فلز مانند آلومینیم و آهن به کار می‌روند کار می‌کنند. قالب سازها ممکن است همچنین در صنایع پلاستیکی، لاسیتیکی وسرامیکی به کار گرفته شوند .مراحل تولید قالب اکنون اغلب به مقدار زیادی به شکل اتوماتیک هستند. در حالی که بیشتر مراحل ماشین‌های قالب سازی شامل ابزار کنترل دقیق شده‌است که به وسیلهٔ کامپیوتر برای تولید صنعتی قالب‌ها استفاده می‌شوند .(مخصوصا پلاستیک و لاستیک تزریقی)
قالب سازی هنوز یک تجارت بسیار حرفه‌ای است که نیاز به افراد ماهر با کار دستی دارد. ماشین‌های ساخت قالب نظیر سی ان سی، آسیاب سطحی، براق کردن دستی (پالیش) و غیره نیاز به مهارت زیاد و کارگر کوشا دارند. بیشتر قطعات پلاستیکی و لاستیکی که امروزه از طریق قالب سازی تزریقی ساخته می‌شوند که نیاز به تولید بوسیلهٔ قالب ساز دارند. مراحل عملی قالب سازی شامل به کار بردن کامپیوتر همچون قطعات موس و کیبرد و نرم‌افزار ساخت قالب می‌شوند و به‌طور کلی بیشتر مراحل به صورت اتوماتیک انجام می‌شود.